# Trittau
Trittau – gmina w Niemczech, w kraju związkowym Szlezwik-Holsztyn, w powiecie Stormarn, siedziba urzędu Trittau.